# توماش توپفر
توماش توپفر (چکی: Tomáš Töpfer؛ زادهٔ ۱۰ ژانویهٔ ۱۹۵۱) بازیگر سینما و تلویزیون اهل کشور جمهوری چک است.